# Brodek szpiczasty
Brodek szpiczasty (Tortula mucronifolia Schwägr.) – gatunek mchu należący do rodziny płoniwowatych (Pottiaceae Schimp.). 

## Rozmieszczenie geograficzne
Występuje w Ameryce Północnej (Kanada, Stany Zjednoczone), Europie, północnej Azji i Afryce. W Polsce podawany m.in. z obszaru województwa śląskiego.

## Morfologia
GametofitListki podłużnie lancetowate do odwrotnie jajowatych.
SporofitSeta długości 1–2 cm. Puszki cylindryczne, stojące i prawie proste. Perystom 1700–2000 µm, o 32 włóknistych zębach skręconych przynajmniej raz.
ZarodnikiZarodniki kuliste, o rozmiarach 12–18 µm.

## Systematyka i nazewnictwo
Synonimy: Barbula brachypoda Cardot & Thér., Barbula subcuneifolia Kindb., Syntrichia leptopyxis (Müll. Hal.) Lazarenko, Syntrichia mucronifolia (Schwägr.) Brid.
Taksony niższego rzędu według The Plant List: 
- Tortula mucronifolia var. arctica Hook. & Grev.

## Zagrożenia
Gatunek został wpisany na czerwoną listę mszaków województwa śląskiego z kategorią zagrożenia DD (o nieokreślonym zagrożeniu, stan na 2011 r.). W Czechach nadano mu kategorię CR (2005 r.), w Słowacji kategorię VU (2001 r.).